# 白加
白加（はくか、または、びゃくか、朝鮮語: 백가（ペクカ）、生没年未詳）は、百済後期の画家。イラン（ペルシア）系の西域から中国南朝を経て百済に寄留していたイラン系（ペルシア）胡人かその子孫とみられる。伊藤義教は、白加をパルティア語で「像」を意味する「paykar」もしくは「pahikar」の音写とみている。なお、「paykar」を「pahikar」と読んでも母音間の「h」は漢字表記されないため、結果的に「paykar」と同じものとなる。

## 生涯
白加は、仏画を描いていた画家と推定される。『日本書紀』崇峻元年の条によれば、588年（威徳王35年）に、恩率の首信・徳率の蓋文・那率の福富味身ら修信使の一行として、慧聡ら僧侶たち、寺工の太良未太、文賈古子、鑪盤博士の白昧淳、瓦博士の麻奈文奴、陽貴文、㥄貴文、昔麻帝弥、画工の陽古などと共に倭へ渡って行った。
当時、僧侶と建築工など寺刹技術者たちが共に日本へ派遣されていた点に見て、法興寺という寺刹の建築と石塔造成および仏画奉安などに関連して派遣された百済最高の匠たちの中の一人であったものとみられる。法興寺は596年（威徳王43年）に完成された。
伊藤義教、井本英一、鈴木靖民などは、復原した人名の原語に差異がみられるものの、日本へ派遣された寺工の太良未太、文賈古子、鑪盤博士の白昧淳、瓦博士の麻奈文奴、陽貴文、㥄貴文、昔麻帝弥、画工の白加、陽古などの工人たちはいずれもイラン系（ペルシア）胡人である点では意見が一致している。
百済が中国南朝と密接な交流があったことは、インドの僧摩羅難陀によって東晋から仏教が伝来されたことからも明らかであるが、百済は、高句麗、新羅と比較しても中国南朝との交渉が盛んであり、黄海を渡れば近いという地勢的な事情により、中国南朝からの渡来人も多かった。『梁書』列伝東夷条の新羅に関する記述に「語言待百済而後通焉」とあり、中国人が新羅人と会話するときは、百済人を通訳にたてるのが常であった。中国南朝には早い時代からイラン系（ペルシア）胡人、アラブ人商人たちが進出しており、法興寺の造営に携わった百済の工人たちも、そのような経路をとって百済に至ったイラン系（ペルシア）胡人か、その子孫とみられる。

## 評価
法興寺は日本最初の仏教寺刹であって、その建築と石塔造成および仏画奉安など一連の文化を倭に与え、氏寺を建立する流行を吹き込んた。特に白加は日本文化ないし絵画に大きな影響を与え、多くの業績を遺したことで知られている。